# يوغيلا
يوغيلا أو جاغييلو الليتواني  (ولد تقريبًا في 1351/1362 – وتوفي في 1 من يونيو 1434م). مؤسس سلالة اسرة جاغلون، الذي عُرف لاحُقًا بـ هو الدوق الأكبر للتوانيا (من 1377، إلى 1434)، ثم ملك مملكة بولندا (من 1386 إلى 1399) بعد أن آل إليه ما تمتلك زوجته من حقوق شرعية وملك بولندا الأوحد (من 1399، إلى 1434). وقد حكم لتوانيا من عام 1377، وكان ذلك مع عمه كيستوتيس في بادئ الأمر. في عام 1386، تم تعميده في مدينة كراكوف وتسميته فلاديسلاف؛ وتزوج بعد ذلك من الملكة الحاكمة الشابة يادويغا ملكة بولندا، ثم توج ملكًا على بولندا حاملاً لقب فلاديسلاف الثاني ياغيلو. في عام 1387، أقر يوغيلا تحول لتوانيا إلى اعتناق الديانة المسيحية. وتولى مُلك بولندا منفردًا بدايةً من عام 1399، وذلك عقب وفاة الملكة يادفيجا، واستمر حكمه للبلاد لمدة خمسة وثلاثين عامًا، ويرجع له الفضل في إرساء قواعد الاتحاد البولندي الليتواني. أسس فلاديسلاف الثاني أسرة ياغيلون التي تحمل اسمه، رغم كونه ولي عهد أسرة غيديميندس (Gediminids) المؤسسة سلفًا، والتي تحكم دوقية لتوانيا الكبرى. حكمت أسرت ياغيلون الملكية كلتا الدولتين حتى عام 1572، وأصبحت واحدة من الأسر الحاكمة الأكثر نفوذًا في أوروبا الوسطى والشرقية، وذلك في أواخر العصور الوسطى وأوائل الحقبة الحديثة.

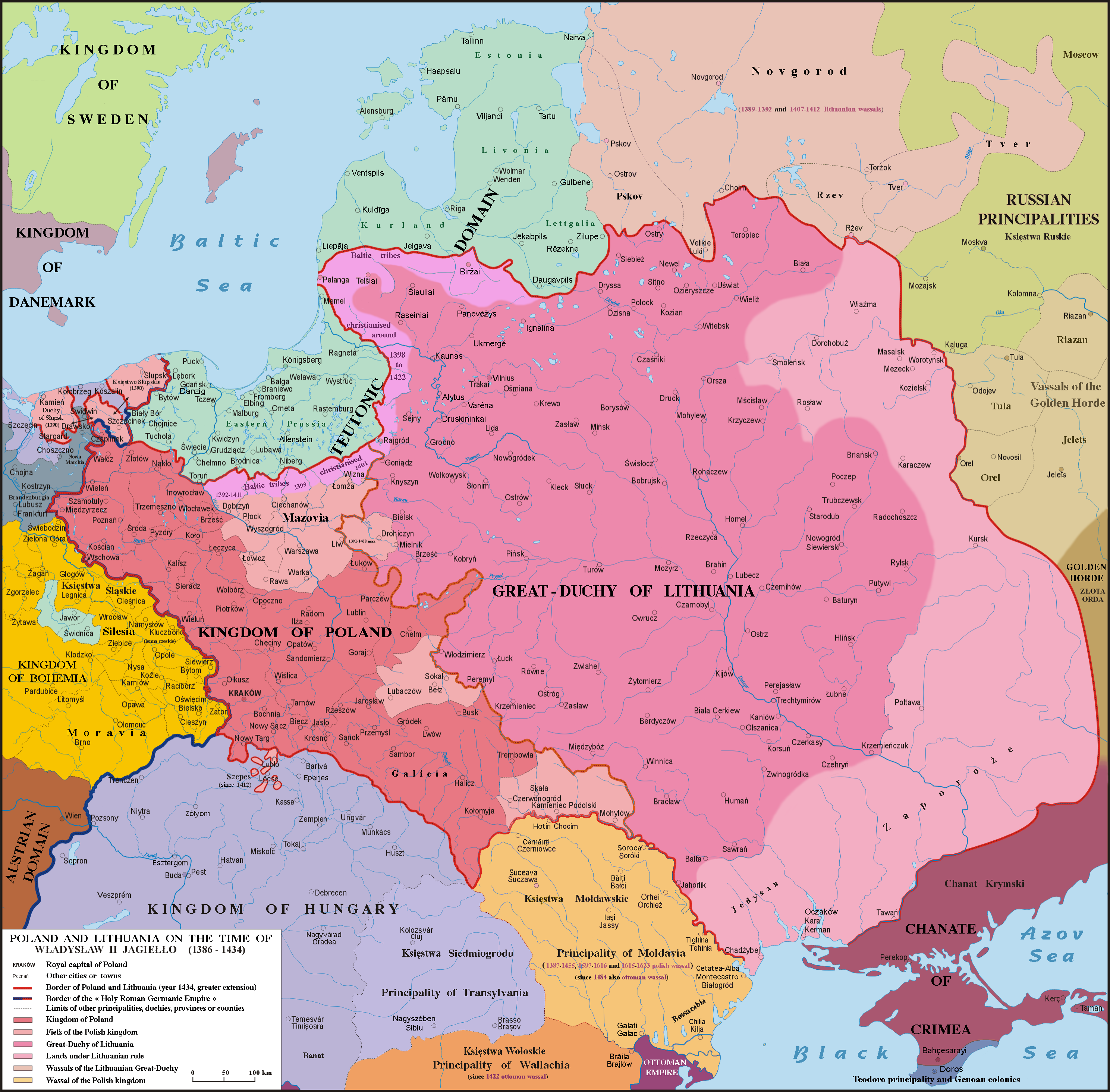
بولندا ولتوانيا 1386–1434

يعتبر يوغيلا آخر حاكم وثني لدوقية لتوانيا في العصور الوسطى. وبعد أن أصبح ملكًا لبولندا، بعد تشكيل اتحاد كرافو، واجه الاتحاد البولندي الليتواني المشكل حديثًا القوة المتنامية لفرسان توتوني. وساهم نصر الحلفاء في معركة جرونوالد في عام 1410، إلى جانب عقد معاهدة سلام تورون (1411)، بعد ذلك في تأمين الحدود البولندية والليتوانية، وفي ظهور التحالف البولندي الليتواني كقوةٍ مؤثرةٍ في أوروبا. وشهد عهد فلاديسلاف الثاني (ياغيلو) توسعًا في الحدود البولندية، كما يعتبره الكثيرون بداية العصر الذهبي لبولندا.
(كان يوغيلا أمير ليتوانيا الكبير من سنة 1377 م حتى وفاته .
وقد تنصّر وتزوج جادويغا، ملكة بولونيا، فأصبح بذلك ملك بولونيا .
وكانت أراضيه تشمل بولونيا ، وليتوانيا ، وكذلك أجزاء كبيرة من روسيا، ممتدة هكذا من بحر البلطيق إلى البحر الأسود .
وكانت بولونيا إذ ذاك في ذروة مجدها كأمبراطورية) .